# Las Hrabski

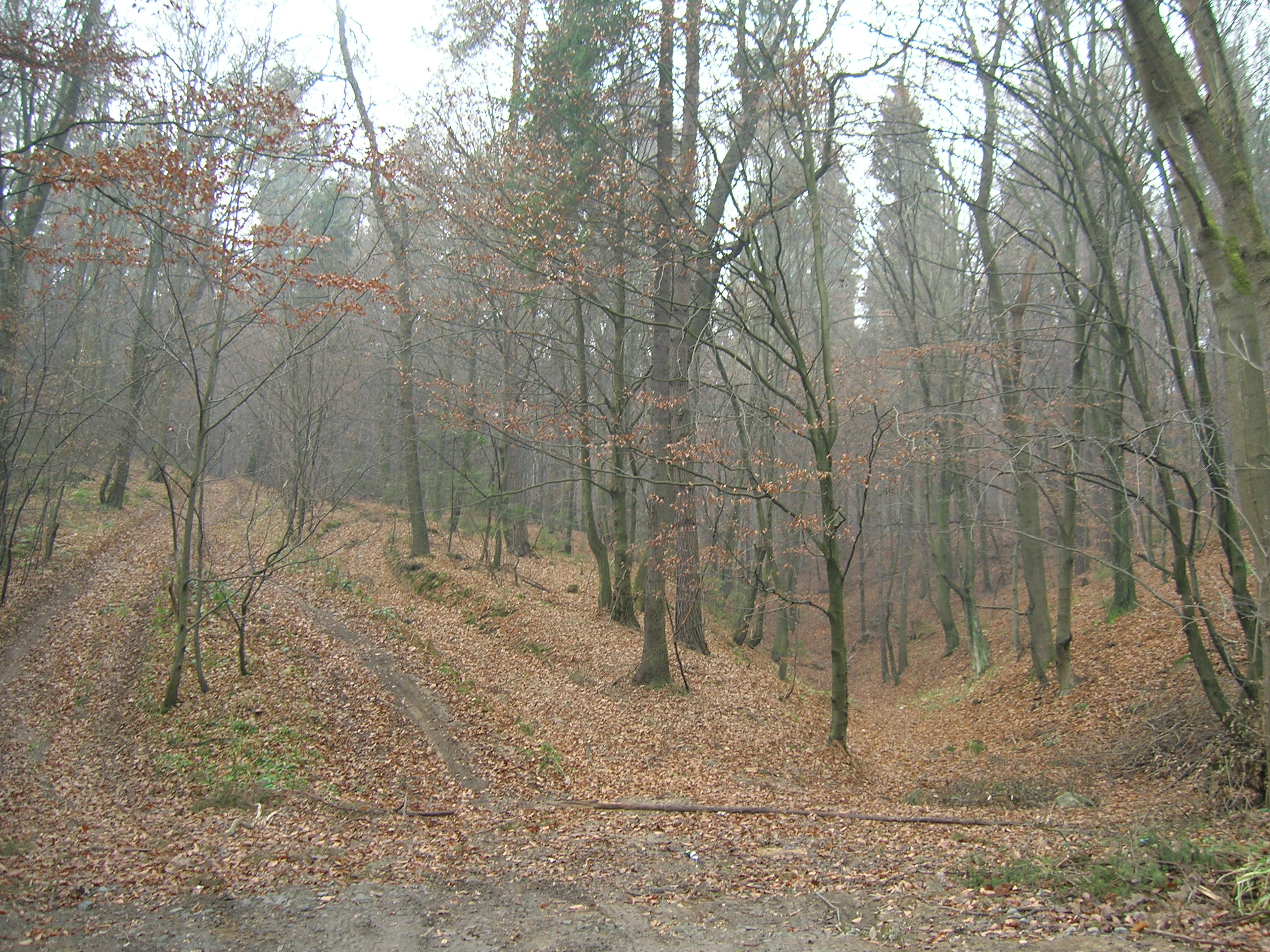
Las Hrabski

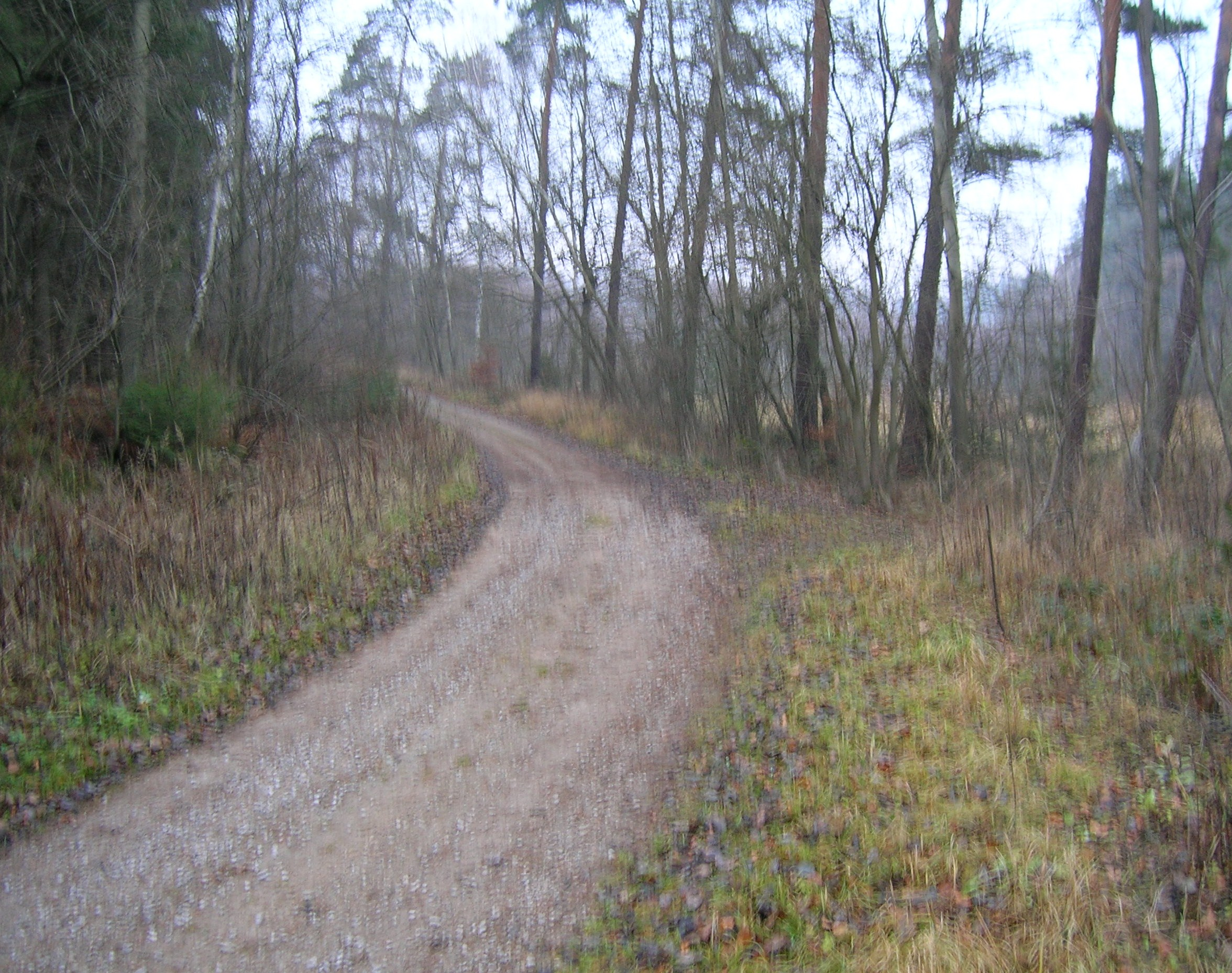
Była granica dwóch cesarzy

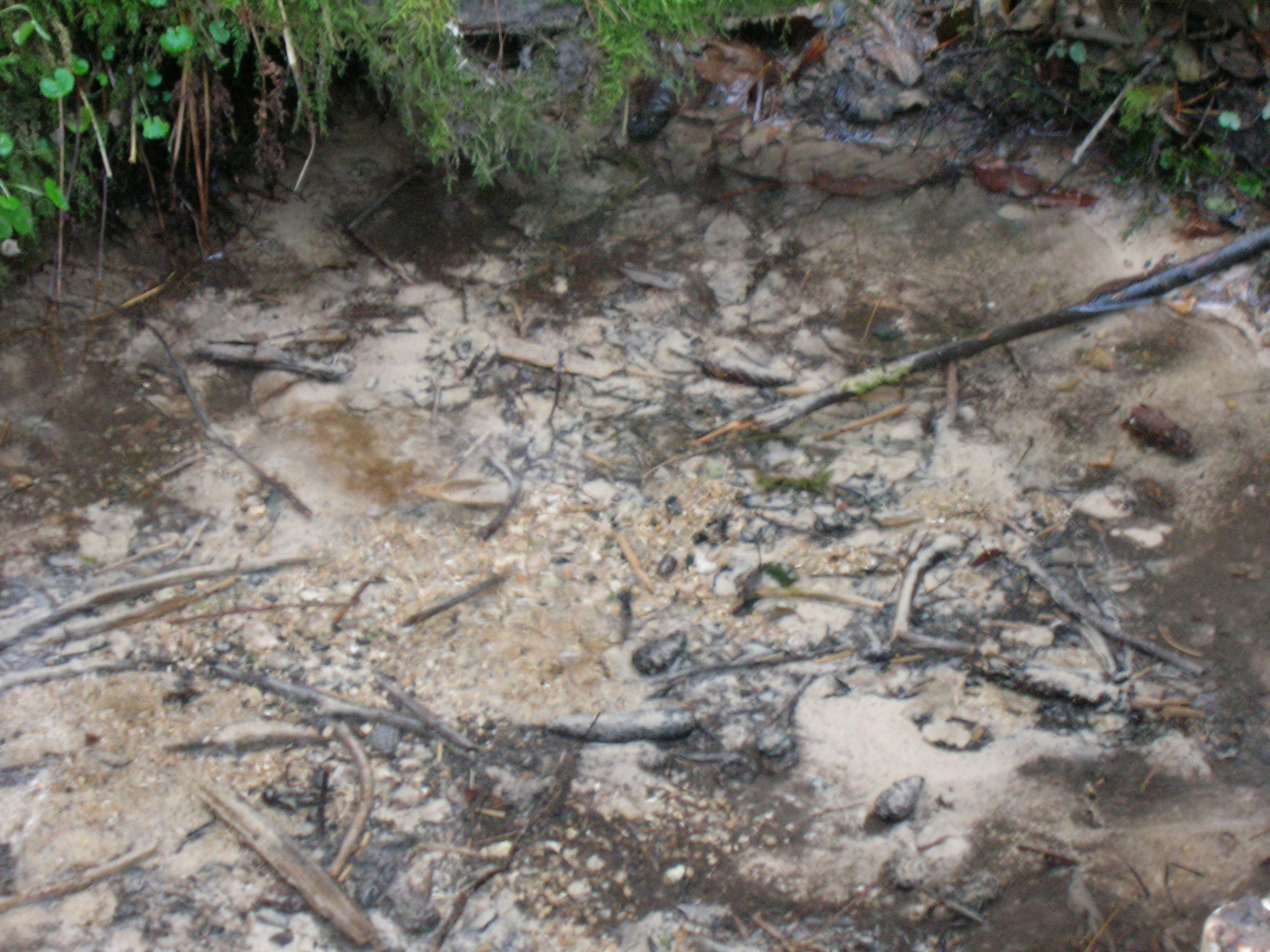
Źródło Eliaszówki w czasie jesiennej suszy (grudzień 2011)

Las Hrabski – fragment lasu położonego na obszarze południowej części Wyżyny Olkuskiej w gminie Krzeszowice na terenie Doliny Eliaszówki, którą płynie Krzeszówka (dawniej nazywana Eliaszówką). Las przecina droga z Krzeszowic do Olkusza.
Nazwa pochodzi od jego właścicieli hrabiów Potockich z pobliskich Krzeszowic.
Od 1815 do lata 1914 przy północnym skraju lasu przebiegała granica dwóch cesarzy – austriackiego i rosyjskiego. Przez cały okres międzywojenny była też granicą województwa krakowskiego i kieleckiego, do dzisiaj tędy przebiega podział obszarów diecezji krakowskiej i kieleckiej, do 1975 powiatu chrzanowskiego i olkuskiego, a obecnie gminy Krzeszowice i gminy Olkusz oraz powiatu krakowskiego i powiatu olkuskiego.

## Szlaki turystyczne
– żółty szlak Dolinek Jurajskich. Prowadzi przez: Krzeszowice, Dolinę Eliaszówki, klasztor w Czernej, Dębnik, Dolinę Racławki, Paczółtowic, Żary, Szklary, fragment Doliny Będkowskiej, Dolinę Kobylańską, zabytkowy dwór z 3 ćw. XVIII w. w Karniowicach, Dolinę Bolechowicką, Zelków, Wierzchowie, koło Jaskini Mamutowej i Jaskini Wierzchowskiej Górnej, Murowni, następnie przez Ojcowski Park Narodowy (węzeł szlaków), potem przez Dolinę Sąspowską, Sąspów, Kalinów, Maczugę Herkulesa, a szlak kończy swój bieg przy Zamku Pieskowa Skała.